# Johann Nepomuk von Klebelsberg

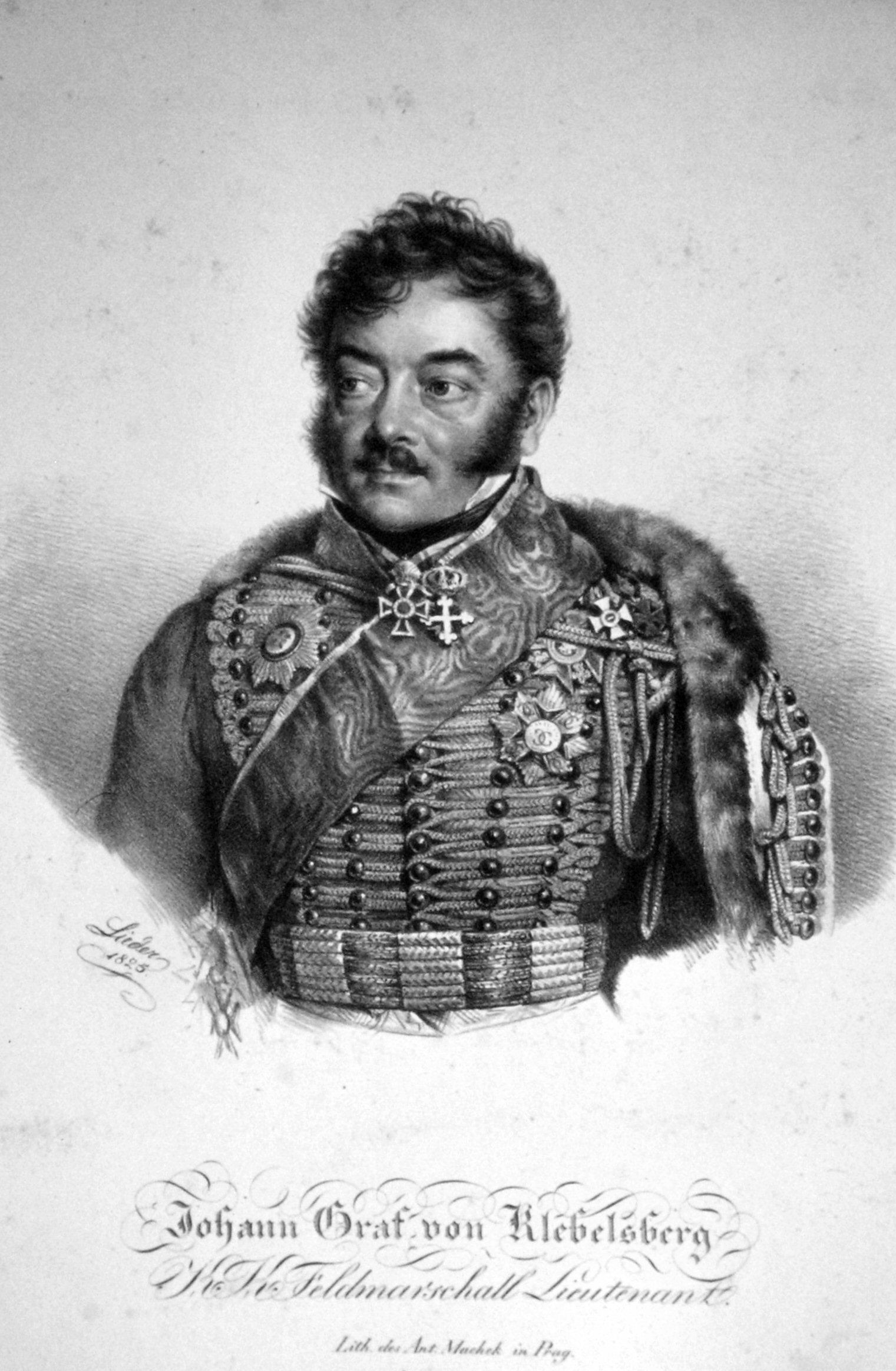
Johann Nepomuk Graf von Klebelsberg (1825)

Johann Nepomuk Graf von Klebelsberg, Freiherr zu Thumburg (* 30. Jänner 1772 in Szoboszlo; † 1. Juni 1841 in Theresienstadt) war ein österreichischer  General der Kavallerie und Ritter des Maria-Theresien-Ordens.

## Leben
Er war der Sohn des Generalmajor Prokop Sigismund Graf von Klebelsberg († 17. Jänner 1819) aus dessen Ehe mit Maria Josepha Gräfin Ugarte.
Er trat um 1788 als Kadett in das Dragoner-Regiment Modena ein, wo er zum Leutnant befördert wurde. Im Jahre 1789 wurde er Oberleutnant und trat 1793 als Rittmeister dem neu errichteten Freikorps der Wurmser-Husaren bei. Er bewährte sich bei der Verteidigung einer Stellung bei Killstädt und 1794 im Gefecht von Rheingönheim. Im Juli 1797 wurde er zum Major befördert und zu den Liechtenstein-Husaren versetzt. Er war bei der Belagerung von Kehl anwesend und wurde während der Schlacht bei Stockach verwundet. Im Jahre 1805 bereits zum Oberst aufgestiegen, diente er bei Erzherzog Karl-Ulanen und kämpfte in der Schlacht bei Caldiero an der Spitze dieser Reiterei.
Im Feldzug von 1809 zeichnete sich seine Reiterei zunächst in der Schlacht bei Landshut aus. In der Schlacht bei Wagram und in der Schlacht bei Hollabrunn (10. Juli) befehligte er im Rahmen des V. Korps eine Kavallerie-Brigade. Während des Abzuges der Infanterie des Feldzeugmeister Fürst Reuß in Richtung auf Znaim, deckte seine Brigade durch gezielte Attacken bei Schöngrabern den Rückzug nach Jetzelsdorf, während er rechts davon die Verbindung mit dem von Krems über Maissau zurückgehenden Truppen des FML von Schustekh aufrechterhielt. Mit dem Armeebefehl vom 24. Oktober 1809 erhielt er für seine Leistungen den Rang des Generalmajors und wurde mit dem Ritterkreuz des Maria Theresien-Ordens ausgezeichnet.
Im Feldzug des Jahres 1813 bereits zum Feldmarschallleutnant aufgestiegen befehligte er die 2. schwere Kavallerie-Division im Kürassier-Korps des Grafen von Nostitz-Rieneck. Er kämpfte in der Schlacht von Dresden und in der Völkerschlacht bei Leipzig (Oktober 1813). Seine Kavallerie verfolgte die Franzosen in der Kolonne des FML Bubna und war unter den ersten verbündeten Truppen, die den Rhein überschritten. Im Anschluss operierte er am rechten Ufer der Rhone und besetzte das Jura. Im Feldzug von 1814 verfolgte er die französischen Truppen des General Marchand bis nach Rumilly und besetzte am 29. März 1814 Chambery.
Im Feldzug 1815 kommandierte er eine Division leichter Truppen im 2. Armeekorps unter dem Fürsten von Hohenzollern-Hechingen. Er schloss Straßburg ein und sicherte den Raum zwischen dem Rhein und dem Dorfe Fegersheim. Nach Abschluss der Freiheitskriege wurde er 1815 zum Inhaber des Uhlanen-Regiments Nr. 4 ernannt. Im Dezember 1831 wurde er zum General der Kavallerie ernannt und gleichzeitig zum Kommandierender General in Mähren und Schlesien bestellt. Am Ende seiner militärischen Karriere fungierte er noch als Gouverneur der Festung Theresienstadt, wo er 1841 verstarb.

## Familie
Graf Klebelsberg heiratete am 19. Mai 1806 Anna Gräfin Pejacsevic (* 9. Juli 1785).  Aus der Ehe ging der Sohn Wenzeslaus Graf Klebelsberg (* 13. März 1809) hervor, der zum Oberst und Kämmerer des Erzherzog Ferdinand  von Este aufstieg.